# طارق قطب
طارق قطب، من مواليد 1963 – بقرية بداوي مركز المنصورة. عضو جماعة الاخوان المسلمين ومجلس الشعب المصري في دورتين متتاليتين 2005-2010، 2012- حتى الآن.

## السيرة الذاتية
- طارق محمد قطب، وشهرته طارق قطب
- من مواليد 1963 – بقرية بداوي مركز المنصورة
- حاصل على معهد فني صحي عام 1983 م
- حاصل أيضا على بكالوريوس تجارة عام 2002 شعبة محاسبة ومراجعة جامعة المنصورة.
- شغل منصب أمين عام اللجنة النقابية للعاملين بمستشفيات جامعة المنصورة والمراكز الطبية لدورتين متتاليتين من (1996-2001) إلى (2001-2006)
- عضو مجلس إدارة صندوق العاملين الخاص للعاملين بجامعة المنصورة أربعة دورات متتالية منها الدورة الحالية
- شارك في الكثير من المؤتمرات المحلية والدولية لخدمة قضايا الوطن والأمة.
- عضو مجلس الشعب في دورة انعقاد المجلس التشريعي (2005 : 2010)
- عضو مجلس الشعب في دورة انعقاد المجلس التشريعي (2012 : الآن) كعضوب في حزب الحرية والعدالة (الزراع السياسية لجماعة الاخوان المسلمين)